# Nick Benjamin
Nick Benjamin (* 21. August 1946 als Lutz Jörg Nicolai in Lüneburg; † 26. November 2018) war ein deutscher Off-Sprecher, Sänger, Moderator und Schauspieler. Außerdem war er Barde und Büttenredner in der Mainzer Fastnacht und als Ringsprecher bei Boxkämpfen in Deutschland tätig.

## Leben
Benjamin absolvierte zunächst eine Ausbildung zum Bankkaufmann, ehe er 1970 Hörspiele für Kinder produzierte und dabei auch als Sprecher tätig war. 1983 veröffentlichte er als Nick für Greenpeace den Song Robbenmütter haben keine Tränen mehr, in dem er sich gegen die Robbenjagd einsetzte. 1986 kam er als Sprecher zum Radio und Fernsehen. Im gleichen Jahr sprach er auch Werbespots, darunter als Nesquik-Hase, sowie als Leitfigur Schrumpel in der Kindersendung Babbelgam bei RPR1, später dort auch als Moderator. In verschiedenen Hörspielen übernahm er Sprechrollen, so etwa die Titelrolle in den Batman-Hörspielen ab 1989.
Ab 1988 war er hauptsächlich als Off-Sprecher im SWR Fernsehen, ZDF, 3sat und Arte zu hören. Ab 1991 moderierte er im Sender SWR4 Rheinland-Pfalz. 1997 wurden die Dialoge aus Das Dschungelbuch von ihm als Hörspiel neu gesprochen. An Weiberfastnacht 2009 moderierte er zusammen mit Lotti Krekel im SWR-Fernsehen die Sendung Unsere größten Fastnachtshits. Er spielte Tenorbanjo. Einem breiten Publikum war er bekannt als Sprecher für diverse Fernsehdokumentationen, unter anderem für ZDF-History. Er trat regelmäßig als Barde und Büttenredner in der Mainzer Fastnacht auf, hauptsächlich beim MCV „Die Bohnebeitel“, unter anderem mit dem Lied Ich hol’ für Dich die Füllung aussem Kreppel. Seine Stimme ist im 2006 erschienenen Computerspiel Gothic 3 zu hören, bei dem er als Synchronsprecher mitwirkte. Von 2006 bis 2017 spielte er im Mainzer Unterhaus im Musical Feucht & Fröhlich. Nick Benjamin lebte in Heidesheim-Heidenfahrt und starb im November 2018 nach langer Krankheit im Alter von 72 Jahren. Er hinterlässt neben seiner Ehefrau auch drei Kinder.

## Moderationen
- Wünsch dir was
- Spätlese
- Wir bei euch
- Radioschau
- ARD-Nachtexpress
- Sonntagskonzert

## Filmografie
- 1983: Datenpanne – Das kann uns nicht passieren
- 1983, 1984: Ein Fall für zwei (Folgen Zwielicht und Totes Kapital)
- Nick auf Reisen
- Feucht und fröhlich
- Leseratten
- Tatort
- Vorsicht Falle!
- Kurklinik Rosenau
- t=E/x² (Kinofilm, Rolle: Stanislav Forg) - 2021